# Wadi Basur
Wadi Basur – wieś w Syrii, w muhafazie Latakia. W 2004 roku liczyła 463 mieszkańców.